# نسلا
نسلا (به بلغاری: Nesla) یک منطقهٔ مسکونی در بلغارستان است که در استان صوفیه واقع شده‌است.